# Lange Straße (Bremerhaven)

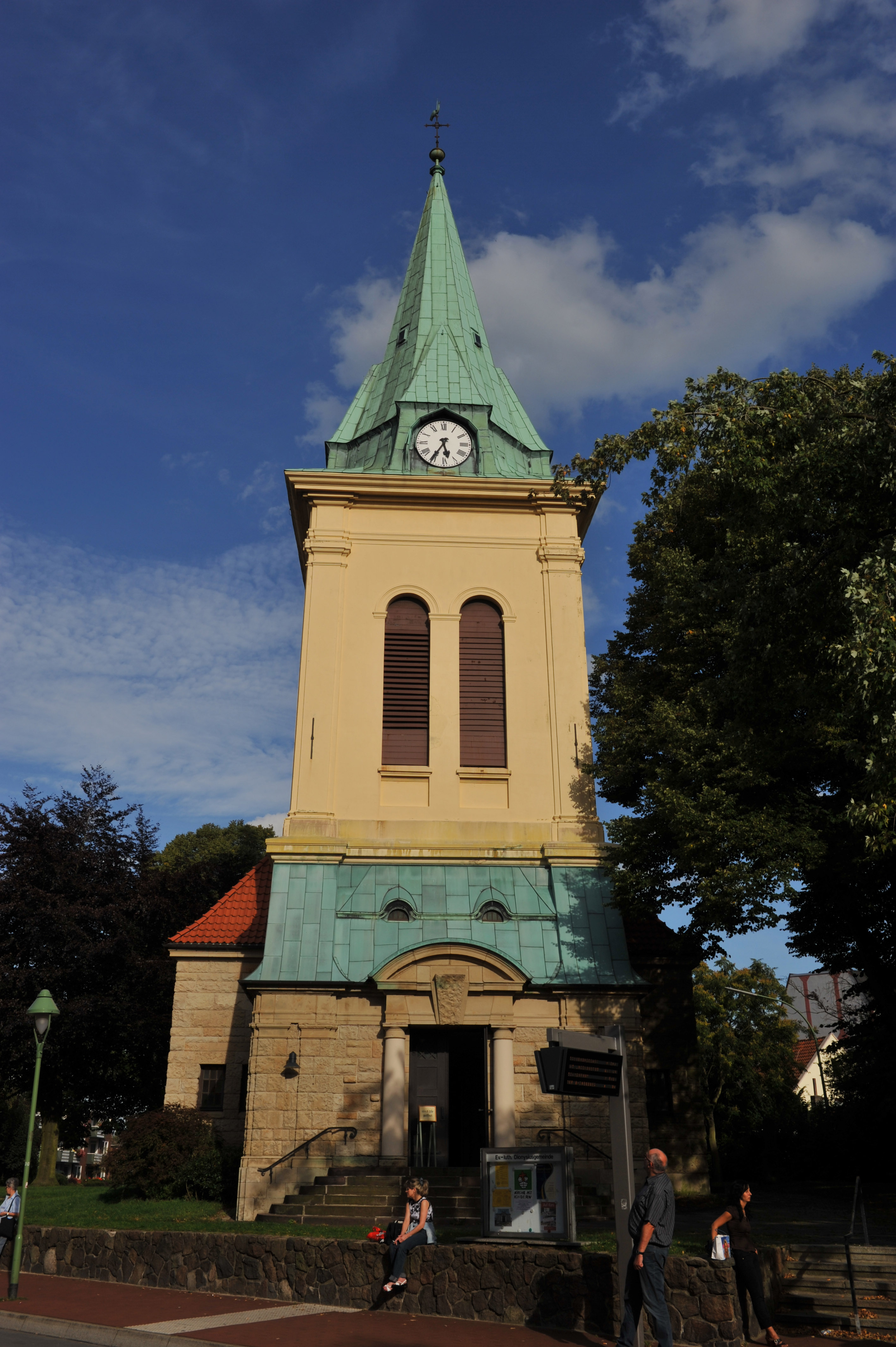
Nr. 83: Dionysiuskirche

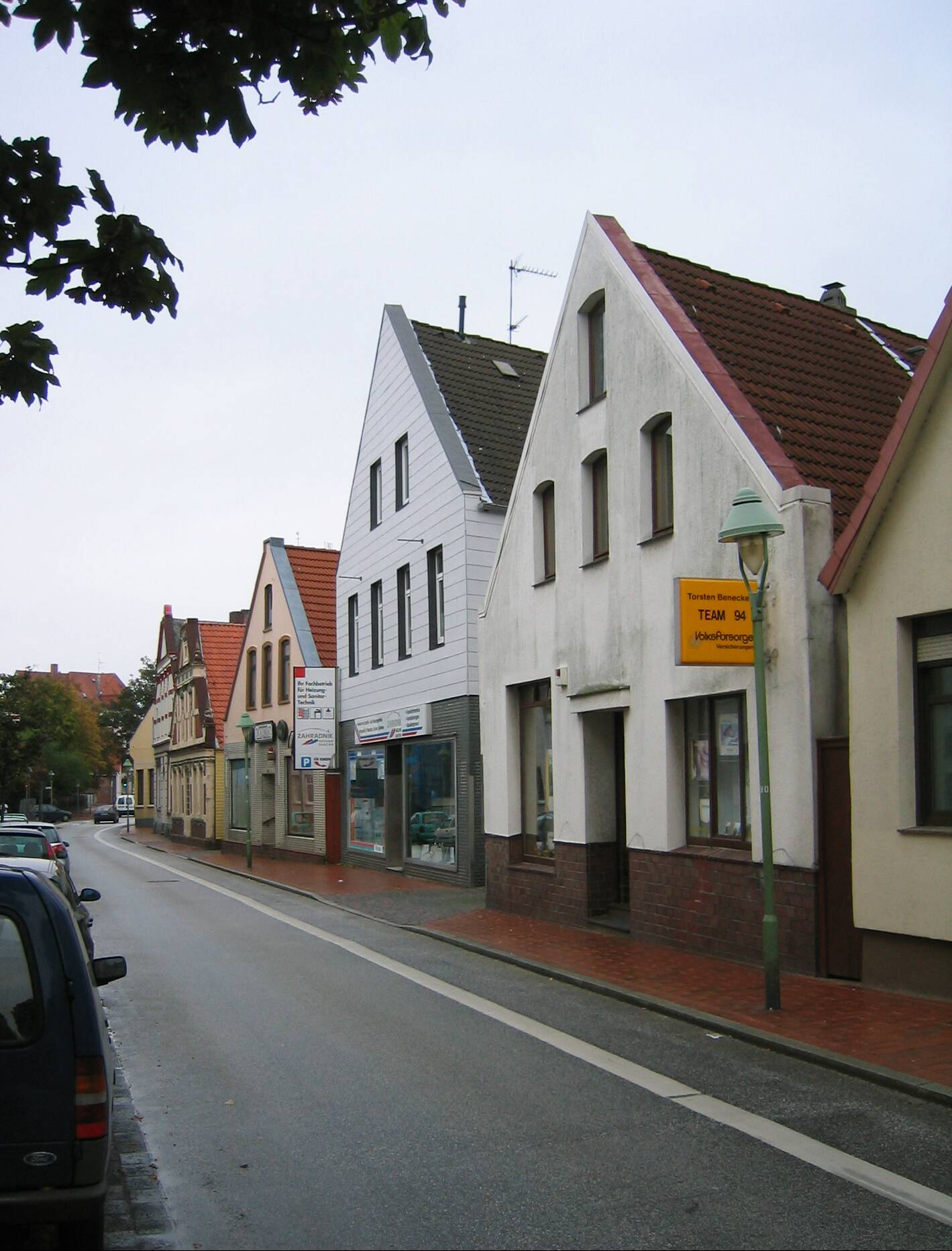
Lange Straße

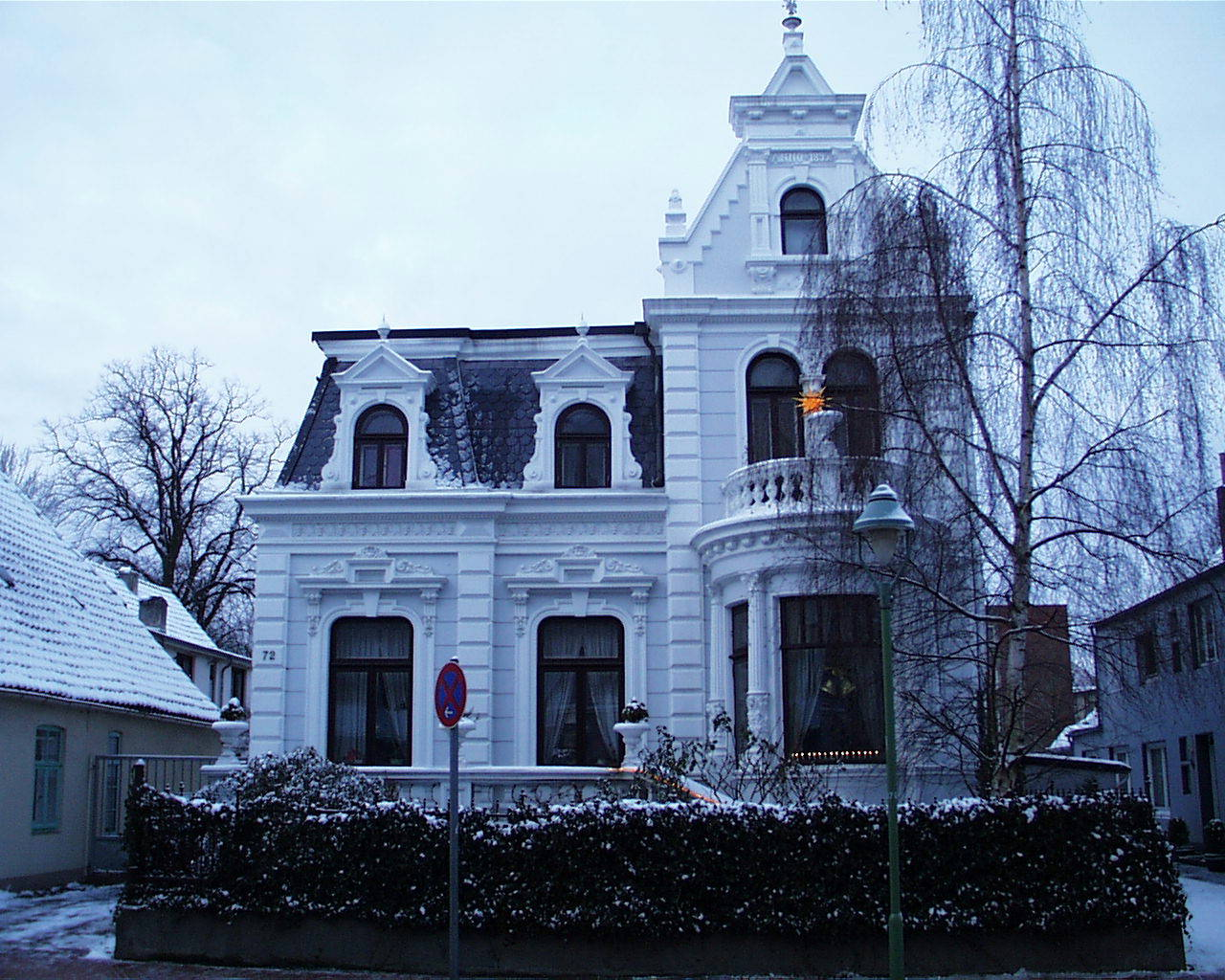
Nr. 72: Villa Giese

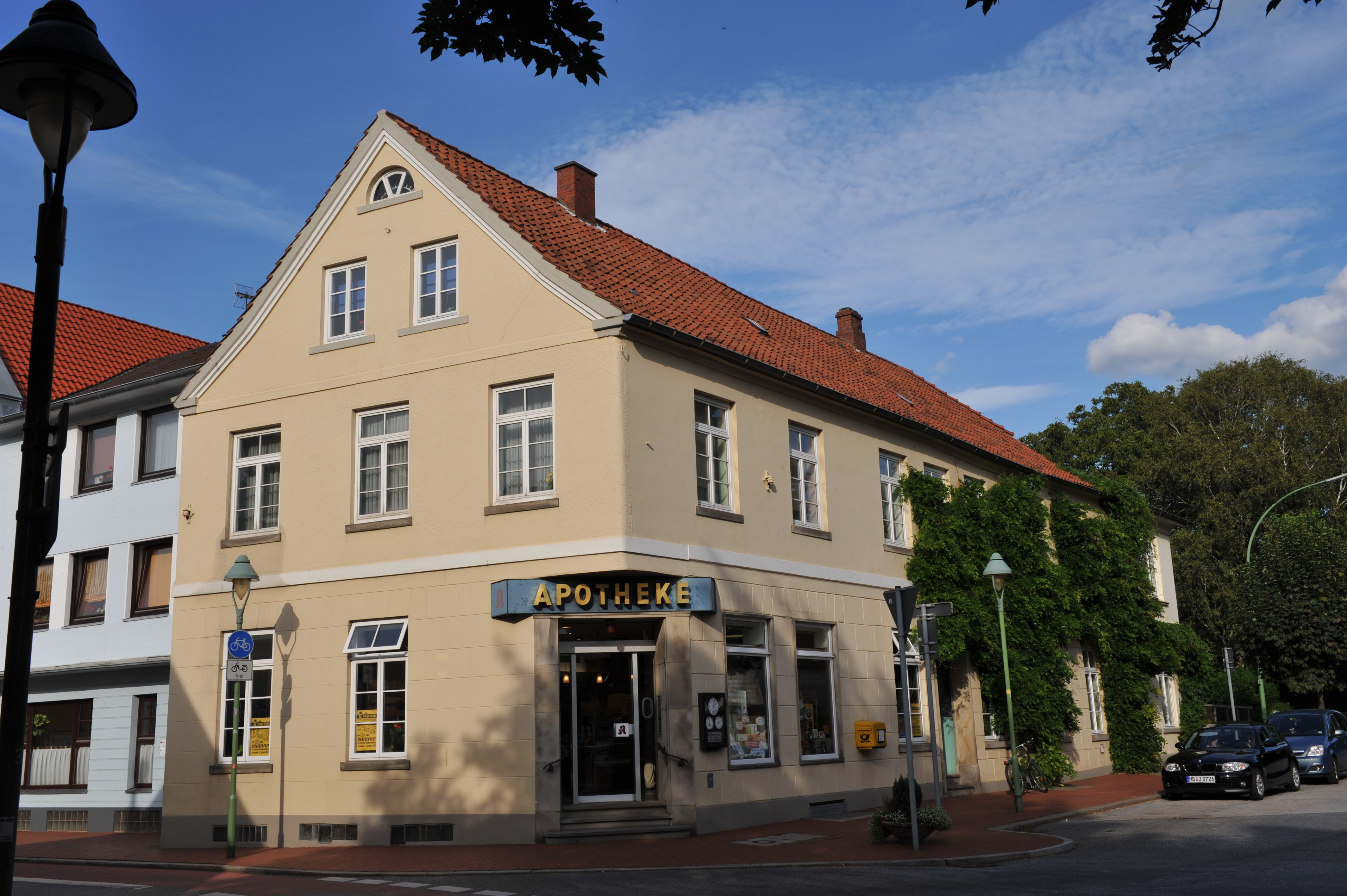
Nr. 81: Alte Privilegierte Apotheke Lehe

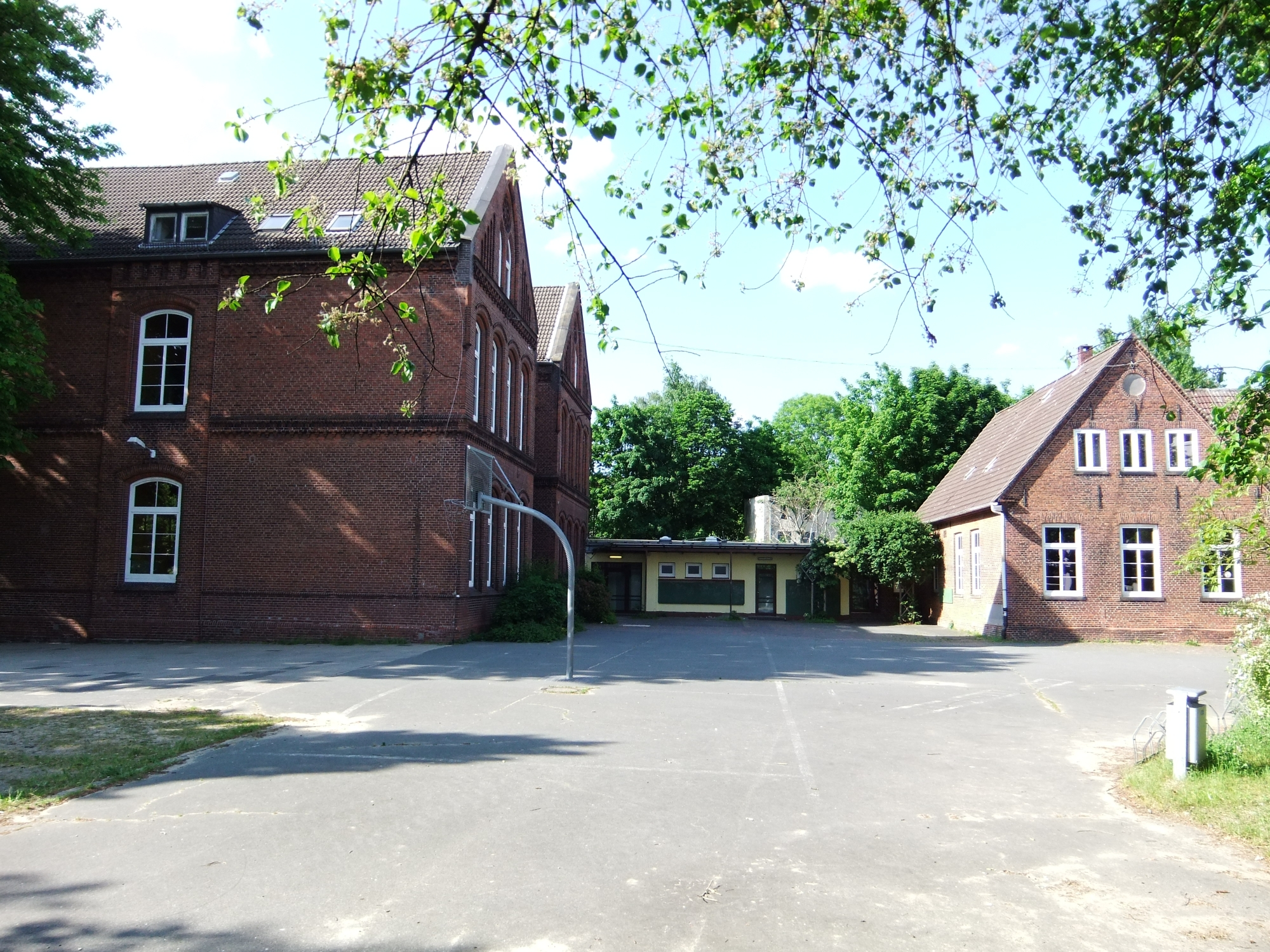
Nr. 88: Reformierte Schule

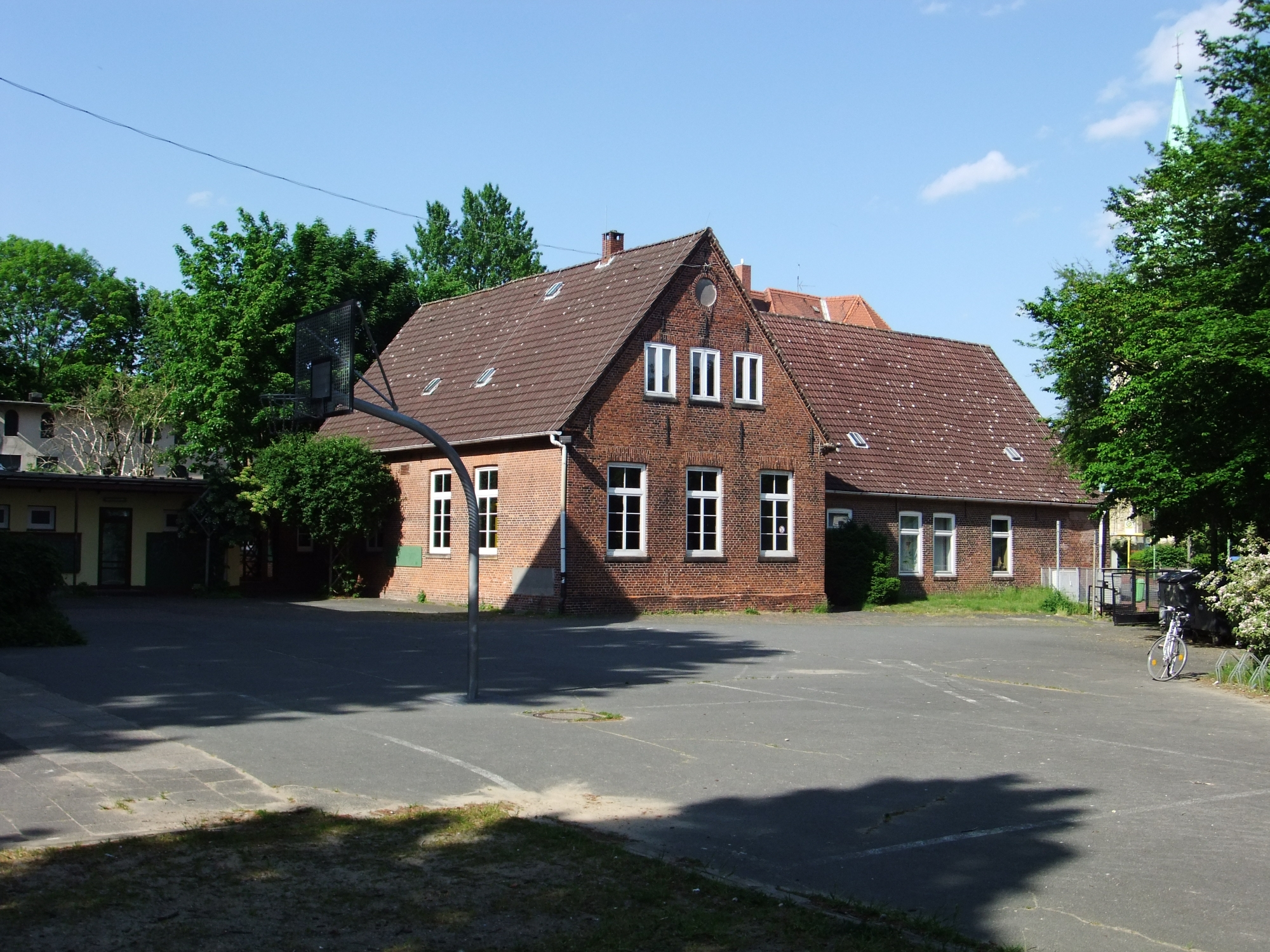
Nr. 88: Reformierte Schule, Küsterhaus

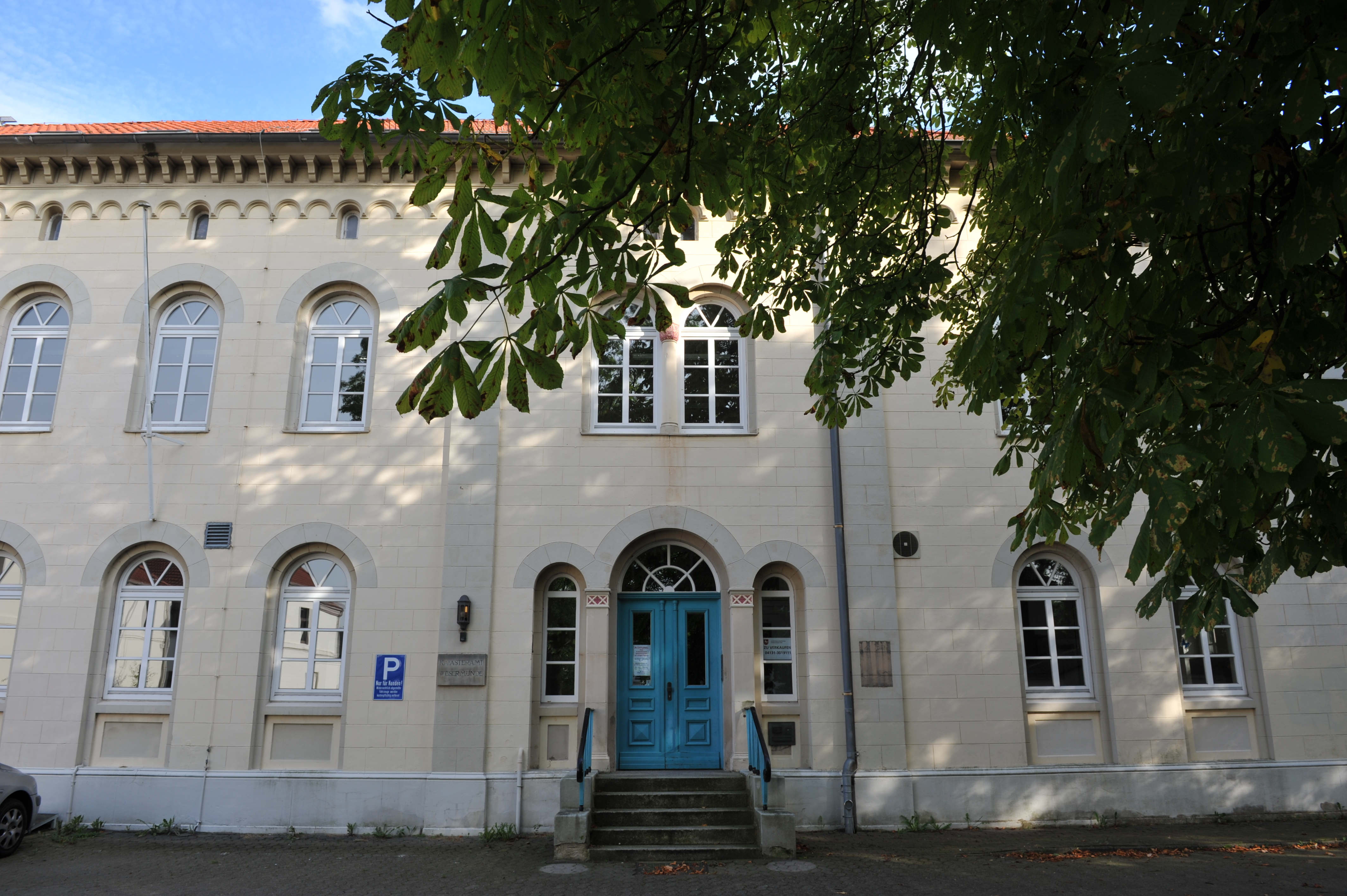
Nr. 121: Hannoversches Amtshaus

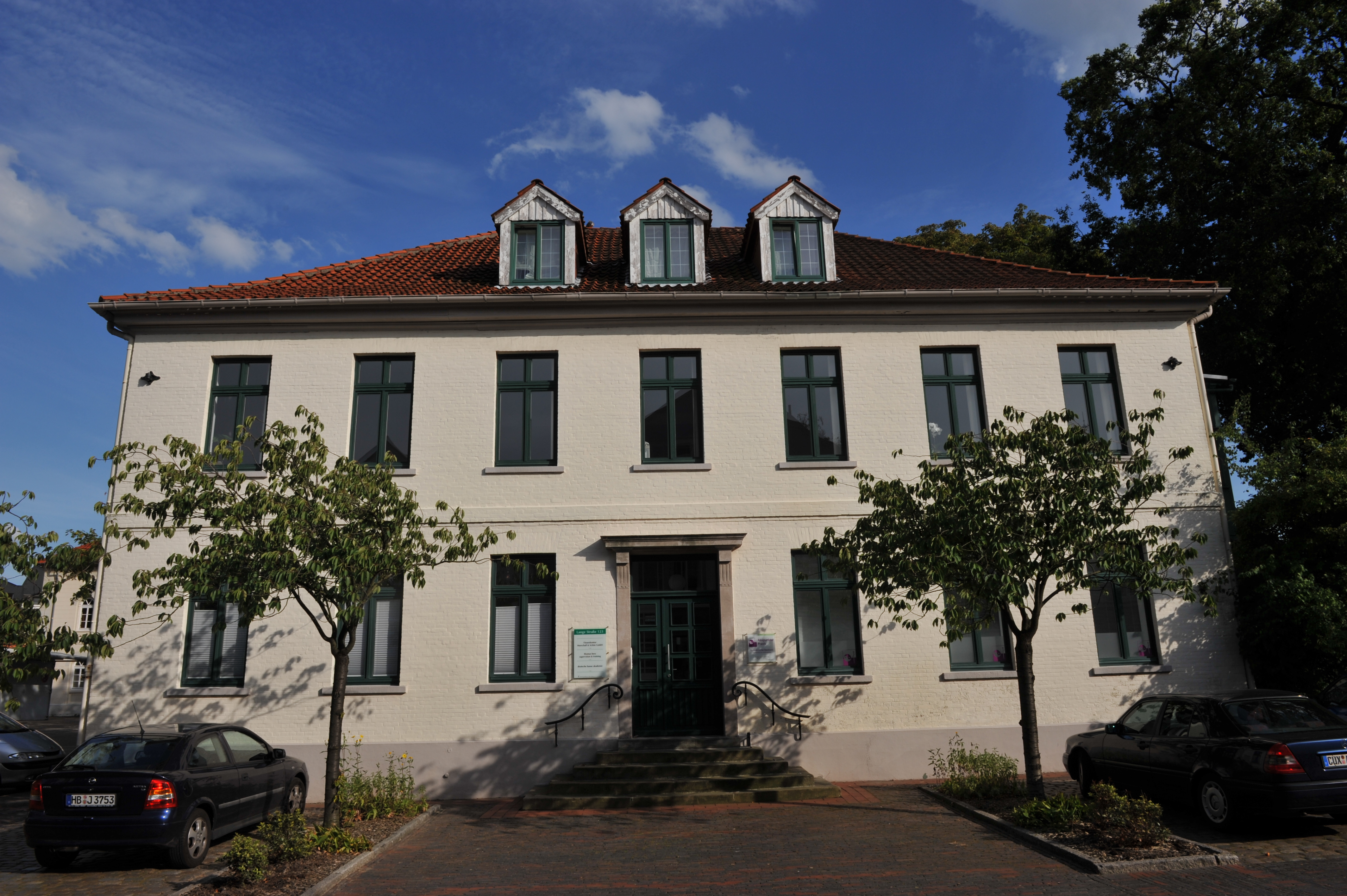
Nr. 123

Die Lange Straße ist eine historische Straße in Bremerhaven, Stadtteil Lehe. Sie führt als Geschäftsstraße überwiegend in Nord-Süd-Richtung vom Flötenkiel / Wurster Straße / Nordstraße bis zur Hafenstraße.
Sie gliedert sich in die Teilbereiche:
- Flötenkiel bis Poststraße (Alte Kirche) und
- Poststraße bis Hafenstraße.

Die Querstraßen wurden benannt als Flötenkiel  nach der Flötenform (Mundstück: Kiel = Keil) der spitz zulaufenden Straßen Wurster Straße, die in das Land Wursten führt, Nordstraße nach ihrer Lage im alten Lehe, Stresemannstraße nach Reichskanzler und Außenminister Gustav Stresemann (DVP), Spadener Straße nach dem Nachbarort, Nettelstraße (niederdeutsch nettel=Zaun), Bernhard-Krause-Straße (?), Poststraße (?), Krüselstraße (?), Neue Straße; ansonsten siehe beim Link zu den Straßen.

## Geschichte
Die Lange Straße war für den Flecken Lehe eine lange Straße im Kern vom alten Lehe und so wurde sie dann auch genannt.

### Entwicklung
Der Flecken Lehe gewann eine Bedeutung als Schiffsanlegeplatz an der Geeste sowie als Amtssitz, Marktort und dem Leher Gericht von 1400. Eine erste Wehrkirche soll um 1200 (erstmals erwähnt 1310) an der Langen Straße/Poststraße und Eisenbahnstraße entstanden sein. Diese Wege gehörten zum Kern von Alt-Lehe. Die Pfarrkirche wurde im Mittelalter als Dionysiuskirche benannt. Der Wiederaufbau der Kirche nach dem Brand von 1801 erfolgte 1803.
Seit 1801 gab es zunächst im Küsterwohnhaus die Reformierte Schule mit neuem Schulhaus von 1861 und Anbau von 1886. Ab 1939 hieß sie Alt-Leher Schule. 1821 lebten in Lehe 1545 Einwohner.
1827, mit der Gründung Bremerhavens, begann auch Lehes Aufstieg. Das Landratshaus Lehe stammt von 1830, das Hannoversche Amtshaus von 1851. 1885 hatte Lehe 10.955 Einwohner. Der Kern von Lehe war ab um 1880 an der Hafenstraße.

### Verkehr
Der nahe Bahnhof Lehe entstand 1914 an der Bahnstrecke Bremerhaven–Cuxhaven.

Die Lange Straße war zunächst teilweise, dann im ganzen Straßenverlauf eine Einbahnstraße. Der Autoverkehr führte seit dem Anfang des 20. Jahrhunderts nach Norden durch die Lange Straße und nach Süden durch die Nordstraße. Erst in den 1950er Jahren kam der Durchbruch als Bundesstraße 6 von der Melchior-Schwoon-Straße zum Flötenkiel in Richtung Langener Landstraße.
Seit 1881 gab es in Lehe eine Pferdestraßenbahn, die 1896 von Lehe nach Speckenbüttel verlängert wurde; ab 1908 bis 1949 wurde sie zu einem elektrischen Straßenbahnbetrieb mit 6 Linien modernisiert.
Bis 1982 fuhr die Straßenbahn mit den Linien 2 und 3 durch die Lange Straße, Linie 3 nur bis 1964.
Es verkehren hier in Nordrichtung die Buslinien 502, 504/505/506 sowie teilweise 503, 507, 508, 509 und ML der BremerhavenBus der Bremerhavener Versorgungs- und Verkehrs-GmbH (BVV).

## Gebäude, Anlagen
An der Straße befinden sich ein- bis viergeschossige Gebäude, überwiegend als Giebelhäuser.

### Baudenkmale
- Nr. 72: 1- und 2-gesch. Wohnhaus von 1895 im Stil der Neorenaissance für den Kaufmann August Eduard Giese nach Plänen von Carl Pogge.[5]
- Nr. 81/Poststraße 1: 2-gesch. Alte Privilegierte Apotheke Lehe von 1680 im Stil des Barocks und Rokokos; Umbauten, nach 1801 und um 1900, heute Wohn- und Geschäftshaus.[6]
- Nr. 83: Dionysiuskirche, auch Alte Kirche. Erste Wehrkirche von um 1200; Neubau 1803 im Stil der Romanik.[7]
- Nr. 88: Reformierte Schule bis 1939 (auch Zwingli-Schule), dann Alt-Leher Schule: ehem. Küsterwohnhaus von 1801 mit quer gestelltem rückwärtigen Anbau, ältester Schulbau Bremerhavens, 1861: 2-gesch. Anbau; 1886: Neubau einer 8-klassigen Schule.[8]
- Nr. 121: 2-gesch. neogotisches Hannoversches Amtshaus von 1851 mit Mittelrisalit und Mezzanin, später Sitz des Katasteramts, dann u. a. Schulungszentrum der Förderungsgesellschaft für Bildung.[9]
- Nr. 123: 2-gesch. klassizistisches Landratshaus Lehe von 1830; heute Bürohaus mit Praxen.[10]

### Weitere Gebäude
- Lange Straße Ecke Flötenkiel: 4-gesch. Hotel
- Nr. 43: 2- bis 3-gesch. Wohnhaus der Jahrhundertwende mit 3-gesch. Türmchen und Erker, heute auch Geschäftshaus.
- Nr. 58: 4-gesch. Wohn- und Geschäftshaus der Jahrhundertwende mit Erker. Elternhaus von Ehrenbürger (1960) und Chemie-Nobelpreisträger (1939) Adolf Butenandt, der 1921 sein Abitur an der Lessingschule ablegte und hier sein erstes Chemielabor betrieb.
- Nr. 61 bis 79: 3-gesch., verputzte, neuere Giebelwohn- und auch Geschäftshäuser.
- Nr. 91: 2-gesch. moderner DRK-Kindergarten Lehe.
- Nr. 147: 2-gesch. Wohnhaus der Jahrhundertwende, heute Haus der Johannisloge Zu den drei Ankern.

### Gedenksteine
- Nr. 83: Grabdenkmal Catharina Bohlen (1720–1807) neben der Alten Kirche
- Nr. 83: Bronzeskulptur Gottsucher von 1981 von Franz Rotter, Schenkung des Ehepaars Gertrud und Hartwig Burgdorff
- Stolpersteine in Bremerhaven
  - Nr. 32: für Alfred Liebenthal (* 1891, Flucht 1938 in die USA), Ernestine Liebenthal (* 1875, ermordet 1941 in Minsk)
  - Nr. 32: für Hans Liebenthal (* 1921), Johanna Liebenthal (* 1893), Kurt Liebenthal (* 1922), Regina Liebenthal (* 1864), alle 1938 Flucht in die USA
  - Nr. 75: für Karl Liebenthal (* 1909, ermordet 1941 in Minsk), Moritz Liebenthal (* 1875, ermordet 1942 in Theresienstadt)
  - Nr. 143: für Anna Bauer (* 1896) und Arthur Bauer (* 1888), beide flohen 1939 in die USA